# Jaromír Plíšek
Jaromír Plíšek (* 20. května 1955 Praha) je český cestovatel, hudebník a diplomat. V letech 1997 až 2001 byl velvyslancem ČR v Rumunsku a v Moldavsku a v letech 2006 až 2010 velvyslancem ČR v Maďarsku, v letech 2017 až 2021 působil jako vedoucí tajemník Ústřední církevní kanceláře ČCE. Od roku 2024 je opět velvyslancem ČR v Moldavsku.

## Život
Vyrostl v Praze na Bílé Hoře. Po dočasném obnovení skautu v roce 1968 se stal aktivním členem, v prvním ročníku vysoké školy se v Janských Lázních seznámil v Sola fide se studenty teologie a dostal se do evangelického prostředí. Vystudoval dopravní inženýrství na Stavební fakultě ČVUT a také rumunštinu na Filozofické fakultě Univerzity Karlovy. Do Rumunska ho původně zavedla záliba v horské turistice, po seznámení s krajany v Banátu založil ještě před revolucí Sdružení pro pomoc krajanům v Rumunsku. V této práci pokračoval i po sametové revoluci v listopadu 1989, spolupracoval s Helsinským výborem a v roce 1997 se stal velvyslancem v Rumunsku a v Moldavsku. Po návratu pracoval na ministerstvu a pak se stal velvyslancem v Maďarsku. Následně se stal náměstkem ministra zahraničních věcí České republiky. V této funkci (označované „generální sekretář“) působil v době, kdy ministerský post zastával Karel Schwarzenberg. Plíšek se měl poté stát velvyslancem na Slovensku, leč z rozhodnutí prezidenta Miloše Zemana k tomuto přesunu nedošlo a ambasadorkou na Slovensku se stala manželka Zemanova předchůdce v prezidentské funkci, paní Livia Klausová. Schwarzenbergův nástupce Jan Kohout navíc Plíška ze sekretářské funkce odvolal.
Plíšek je autorem publikace Rumunština do batohu a vystupoval také s hudebními skupinami Ahoj, Pahoj a Ejhle, skládající se ze členů Českobratrské církve evangelické (ČCE), k níž se hlásí. Některé Plíškovy písně se objevily také ve zpěvníku Svítá, který tato církev používá. Mezi roky 1991 až 1997 byl členem Synodní rady Českobratrské církve evangelické, v níž působil na pozici druhého náměstka synodního kurátora. Od ledna 2017 vykonával práci vedoucího tajemníka Ústřední církevní kanceláře ČCE, kterou ukončil 19. září 2021.
Od září 2024 působí jako velvyslanec ČR v Moldavsku, kde vystřídal Stanislava Kázeckého.